# Емблема штату Гімачал-Прадеш
Емблема штату Гімачал-Прадеш — офіційна державна печатка, яка використовується урядом штату Гімачал-Прадеш і міститься в усій офіційній кореспонденції штату Гімачал-Прадеш. Він був прийнятий 25 січня 1971 року під час заснування штату урядом Гімачал-Прадешу. Штат Гімачал-Прадеш має емблему, яка складається з гірського хребта над трьома білими смугами, поверх яких накладена капітель Ашоки.

## Дизайн
Емлема містить Левову капітель Ашоки, накладену на напівкруглий блакитний фон із засніженими гірськими вершинами та трьома білими смугами внизу.

## Колишні тубільні держави в Гімачал-Прадеш

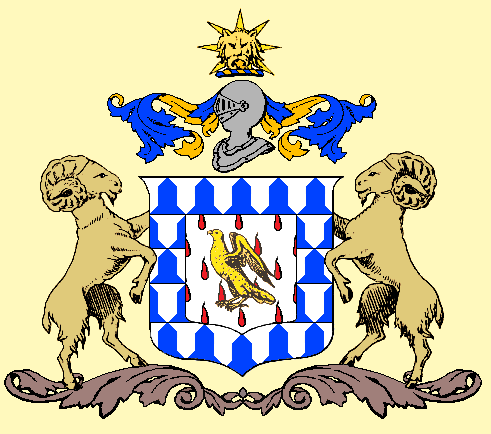
Часба (князівство)
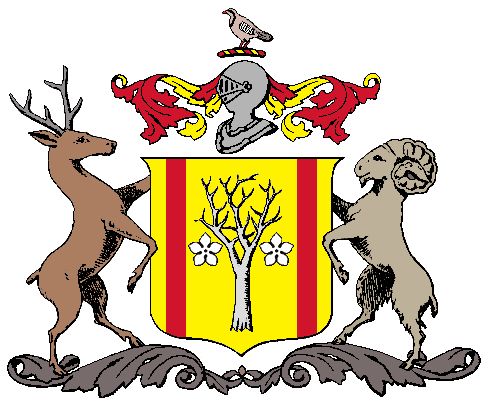
Біласпур (князівство)
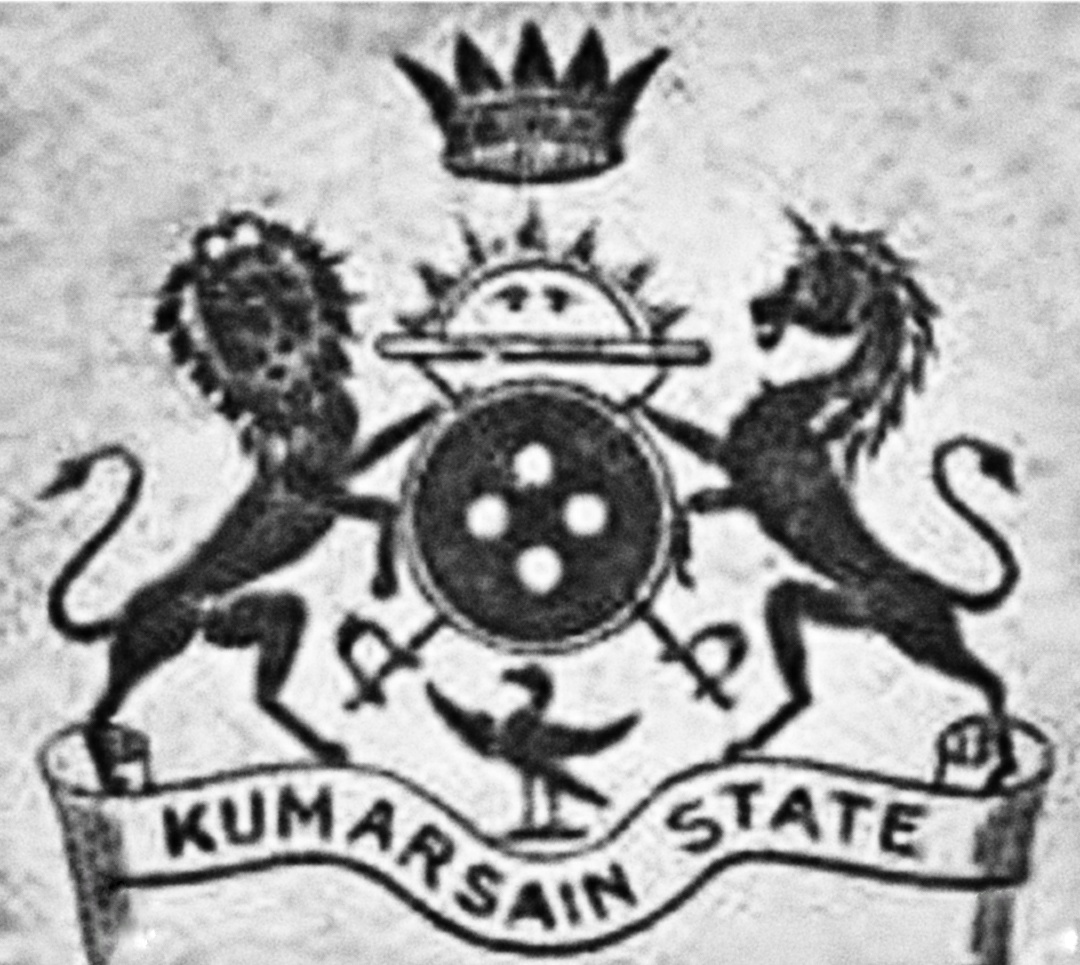
Кумарсайн (князівство)
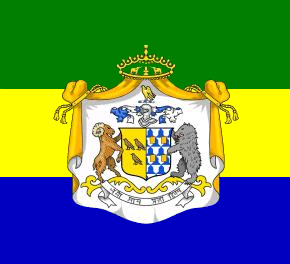
Манді (князівство)
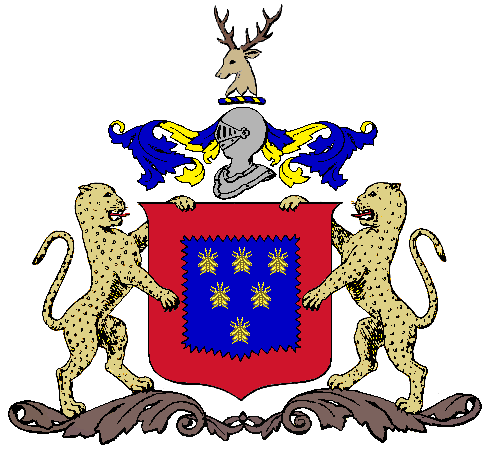
Сірмур (князівство)
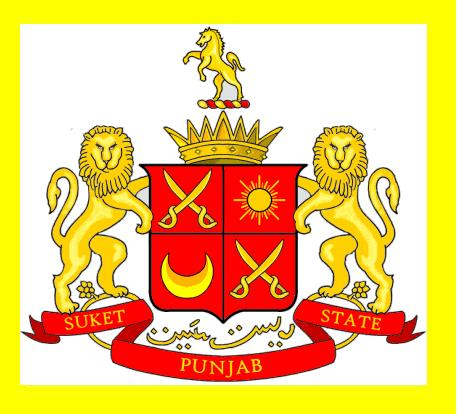
Сукет (князівство)

## Урядовий прапор
Уряд штату Гімачал-Прадеш може бути представлений прапором із зображенням емблеми штату на білому тлі.